# پیشینه بانکداری در ایران
تاریخچه بانکداری در ایران باستان در دروان هردوت در پایتخت مادها - (هگمتانه) باستان نه تنها داد و ستد و بازرگانی، هم از دیر باز بسیار پر رونق بوده بلکه یک نهاد بانکی و بانکداری پیشرفته و تقریباً امروزین هم جهت تسهیل اموری تجاری و مبادلات کالایی در آن شهر دایر و فعال بوده. یک لوح بابلی یک سال پس از فتح بابل توسط کوروش کبیر که هنوز در همدان بود (سال ۵۳۷ قبل از میلاد مسیح) نشان می‌دهد که (تادانو) نامی یک پوند و نیم نقره به سکه‌های نیم سیکلی به (ایتی مردوک بالاتو) پسر بنواهه ایدینا وام داده‌است که چند ماه بعد به نرخی که آن زمان در بابل رواج داشت، با سی نه قنطار شاخه‌های خشک خرما و یک سیکل سیم و دوازده (قا) خرما باز پردازد. گواهان سند و ماننده‌های آن در الواح مالی اقتصادی بابل هم دیده می‌شوند، ولی سند مزبور در شهر (آگاماتانو) یعنی اکباتان نوشته شده‌است ایتی مردوک بالاتو خود رئیس بزرگترین بانک بابل و شرکت اگیبی و پسران بود. اسناد مربوط به آن زمان کورش کبیر و کمبوجیه هم (بین ۵۷۵ - ۵۲۰ ق. م) وجود دارد بانگ اگیبی یهودی در هگمتانه شعبه معتبری داشته.
(این پیشینه نیاز به گزارش جدی دارد...
۱-اولین بانکی که در ایران تاسیس شد بانک جدید شرق بود درسال۱۲۶۶ خورشیدی.
۲-بانک شاهی بعد از آن به‌وجود امده بعد از آن بانک استقراضی ایران در شمال ایران روی کار آمده وبعد آن بانک سپه در سال۱۳۰۴ به‌وجود امده وبعد آن ۱۳۰۷ بانک ملی به‌وجود امده وبعدها به‌علت جلوگیری از نشر بی رویه اسکناس بانک مرکزی ایران در سال ۱۳۳۹ تاسیس شده.

## اولین بانک خارجی در ایران
در سال ۱۲۶۶ خورشیدی، «بانک جدید شرق»بدون اخذ مجوز از دولت در عمارت شرق میدان توپخانه شعبه مرکزی خود را دایر کرد و بلافاصله شعب دیگری در شهرهای تبریز، اصفهان، مشهد، شیراز، رشت و بوشهر تاسیس نمود و به فعالیت‌های بانکی- اقتصادی پرداخت. مرکز این بانک در لندن بود و برای نخستین بار در ایران حساب جاری را که بهره به آن تعلق می‌گرفت ارائه نمود. این بانک بیشتر از سه سال فعالیت نکرد و با تاسیس بانک شاهنشاهی کلیه اموال و امتیازات خود را یکجا به این بانک واگذار کرد.

## اولین بانک دولتی ایران
«بانک شاهنشاهی ایران» در سال ۱۲۶۷ هجری خورشیدی (برابر با ۱۸۸۹ میلادی) توسط بارون جولیوس دو رویتر مؤسس خبرگزاری رویتر و علی اکبر تاجر شیرازی که تجارتخانه شیرازی در منچستر را دائر نموده بود، تأسیس شد. آنها اجازه انحصاری تأسیس بانک شاهنشاهی را به مدت شصت سال از  ناصرالدین شاه گرفتند. مهمتر از همه حق انحصاری نشر اسکناس نیز به این بانک اعطا گردید. این بانک معاف از مالیات بود و تنها سالیانه شش درصد از سود خالص بانک (حداقل سیزده هزار تومان) به دولت ایران تعلق می‌گرفت. 
 بانک شاهنشاهی   برای افتتاح شعبه مرکزی خود در تهران عمارت شرق میدان توپخانه را که بانک جدید شرق در آن مستقر بود خریداری کرد. این عمارت عظیم بعدها به بانک بازرگانی فروخته شد که هم‌اکنون شعبه میدان توپخانه بانک تجارت می‌باشد که به موزه تبدیل شده است.
عبداله مستوفی در کتاب زندگانی من در این خصوص نوشته‌است، یکی از بلند پروازی‌های قهرمانی میرزا ساختن عمارت وسیع و بسیار مجلل در شرق میدان توپخانه بود. وی مبلغی به ناصرالدین شاه پیشکش داد و اجازه تحصیل کرد که سردر ایوان خانه را به سمت میدان مزبور باز کند. سر در و ایوان خانه خود را با گچ بری‌ها و تجمل زیادی رو به این میدان در سال ۱۲۵۳ شمسی ساخت و به شکوه میدان توپخانه افزود اما به دلیل دست بردن در بودجه لشکر آذربایجان و گمرک ملزم به پرداخت ۱۵ هزار تومان به خزانه شد.
ولی از آنجایی که پول نداشت، خانه را در سال ۱۲۵۴ خورشیدی به ازای یک الماس ۸ هزار تومانی و ۷ هزار تومان پول نقد به علی خان امین الدوله فروخت و البته الماس و پول نقد در نهایت به شاه رسید. گویا قهرمان میرزا بعدها در تلاش بود پول بدهد و آن خانه را پس بگیرد. اما هیچگاه موفق نشد و در نهایت این عمارت از سوی علی خان امین الدوله به بانک شاهی فروخته شد. این ساختمان برای بانک شاهی از چند دیدگاه مطلوب بود: از یک سو به کاخ و از سویی دیگر به پادگان و مقر نظامیان ارتش نزدیک بود که می‌توانست بانک را در برابر هر خطری محافظت کند.
همچنین به قطب‌های بازرگانی (بازار) و مراکز کسب و کار مردم نیز نزدیک بود و از همه مهمتر، ساختمان بانک چنان که خود انگلیسی‌ها نوشته‌اند از نظر گچ کاری، آئینه کاری‌ها، نما و به‌خصوص استحکام، ساختمانی عالی به حساب می‌آمد.
سرمایه بانک شاهی بر اساس امتیاز نامه رویتر، چهار میلیون لیره انگلیسی منقسم به سهام با نام و بی نام تعیین گردید که تنها با انتشار سهام با نام اجازه فعالیت یافت. این بانک در صورت نشر یک میلیون لیره سهم می‌توانست آغاز بکار نماید.
در مردادماه ۱۲۶۸ (اوت ۱۸۹۹ میلادی) بانک شاهی مشمول مقررات هیئت بانکداری سلطنتی انگلیسی گردید و در زمره بانک‌های مجاز به نشر اسکناس (طبق مقررات انگلستان) قرار گرفت. دو ماه بعد، سهام آن در بورس لندن عرضه شد و ظرف چند ساعت، پانزده برابر سرمایه مورد نیاز تعهد گردید و محافل مالی لندن، در حقیقت توجه و علاقمندی خود را نسبت به نتایج حاصله از امتیازات رویتر اعلام کردند.
بدین ترتیب، بانک شاهی به عنوان اولین بانک دولتی ایران با تابعیت خارجی، سرمایه‌های خصوصی خارجی و با مدیران خارجی درخارج از کشور تشکیل شد. به عبارت دیگر مؤسسه‌ای واحد اما با هدف‌ها و منظورهای متضاد (حفظ منافع مادی و ملی صاحبان سهام و همچنین تأمین منافع عمومی ملت ایران) به وجود آمد. در این هنگام، یکی از شخصیت‌های مجرب بانکی انگلستان با نام رابینو به تهران آمد و بانک جدید شرق  فعالیت خود را با واگذاری امتیاز استخراج معادن به یک کمپانی انگلیسی در ازای مبلغ یکصد و پنجاه هزار لیره و خرید تأسیسات بانک جدید شرق به بهای بیست هزار لیره آغاز کرد.
در سال ۱۲۶۹ خورشیدی یعنی فقط یک سال پس از تأسیس بانک شاهنشاهی، ژاک بولیاکف امتیاز تأسیس بانک استقراضی ایران را از ناصرالدین شاه گرفت. امتیاز این بانک که با نام انجمن استقراضی ایران دایر شد به مدت هفتاد و پنج سال و معاف از هر گونه مالیات اعطا گردید. بانک عملاً در خدمت سیاست‌های دولت شوروی بود و تنها ده درصد از سود سالیانه خود را به دولت ایران پرداخت می‌کرد. سومین دولت بزرگی که در آن زمان در ایران اقدام به ایجاد بانک نمود دولت عثمانی بود؛ این کشور در سال ۱۳۰۱ خورشیدی بانک عثمانی را دایر کرد و چند شعبه نیز در شهرهای غربی کشور من‌جمله تبریز و  اورمیه تأسیس کرد.

## نشر اولین اسکناس در ایران
یکی از امتیازات قرارداد استعماری رویتر اجازه نشر اسکناس به اولین بانک ایران توسط  بانک شاهی بود. ناصرالدین شاه قاجار به اولین بانک دولتی ایران اجازه داده بود تا هشتصد هزار لیره انگلیسی (تقریباً معادل دو میلیون و هشتصد هزار تومان) اسکناس منتشر نماید و انتشار بیش از مبلغ مزبور منوط به اجازه دولت گردید. بعداً به تدریج اجازه ازدیاد میزان اسکناس در جریان، از طرف دولت‌های وقت داده شد. ابتدا برای بانک نشر بلیط‌ های (اسکناس) کمتر از دو تومان ممنوع بود، لیکن در تاریخ ۲۳ اسفند ۱۲۶۸ (۱۴ مارس ۱۸۹۰) اجازه انتشار اسکناس یک تومانی نیز تحصیل شد و بانک شاهی از همان اولین شروع بکار اسکناس با قطعات: ۱-۲-۳- ۵ -۱۰-۲۰-۵۰-۱۰۰-۵۰۰ و۱۰۰۰ تومانی را به جریان گذاشت.
در نخستین سال، مجموع اسکناس در گردش به پنجاه هزار لیره انگلیسی (تقریباً معادل یکصد و پنجاه هزار تومان) بالغ شد و در سال‌های بعد مقدار آن با نوساناتی افزایش یافته و در سال ۱۳۰۸ به حداکثر، یعنی ۳٫۰۲۱٫۸۸۳ لیره (معادل تقریباً ۱۷٫۵۰۰٫۰۰۰ ریال) رسید و سپس تا سال ۱۳۱۱ سکه امتیاز مزبور از طرف دولت ایران بازخرید شد، تنزل کرد. وجه اسکناس‌های بانک شاهنشاهی، طبق تصمیم مقامات بانک، فقط در شعبه‌های صادر کننده، قابل پرداخت بود و هر شعبه بلیط‌های صادره از شعب دیگر را تنزیل می‌نمود و برای معاوضه با وجد نقد، یا با اسکناس‌های منتشره سایر شعب، مبلغی کسر می‌کرد و از این رهگذر مبالغی عاید بانک می‌گردید.

## اولین بانک ایرانی
به‌طوری که اشاره شد، بانک شاهنشاهی ایران به صورت بانک دولتی ایران با تابعیت خارجی و سرمایه‌های خصوصی خارجی به وجود آمد که علاوه بر اجازه نشر اسکناس، که امروزه می‌توان آن را از حقوق حاکمه ملت‌ها محسوب داشت، سایر اموری که ضمن امتیاز نامه‌ای به عهده آن واگذار شد، این مؤسسه را تقریباٌ به صورت یک اداره دولتی درآورد.
بنابراین، پس از تشکیل بانک، وجوه متعلق به خزانه در حساب‌های مخصوصی تمرکز یافت و انتقال وجوه دولتی به ولایات، که سابقاً توسط صرافان ایرانی صورت می‌گرفت، به بانک محول گردید. عواید ادارات و مال الاجاره گمرکات و درآمدهای مالیاتی نیز از همین طریق به مرکز فرستاده می‌شد.
پرداخت وجوه ارتش و قشون نظامی نیز تا سال ۱۳۰۴ خورشیدی توسط این بانک صورت می‌گرفت. در این سال اولین بانک ایرانی بنام  بانک پهلوی قشون  گشایش یافت. سرمایه اولیه بانک ۳۸۸٫۳۹۵ تومان بود و فعالیت آن بر محور احتیاجات پولی ارتش بود و از وجوه صندوق بازنشستگان و درجه داران استفاده می‌کرد.
در سال ۱۳۰۵ شمسی  بانک ایران و روس که تمام سهام آن به دولت اتحاد جماهیر شوروی تعلق داشت و به منظور تسهیل مبادلات بازرگانی بین ایران و دولت روس تأسیس شده بود.

## پس از انقلاب
پس از پیروزی انقلاب اسلامی بانک‌های دولتی، خصوصی و مشترک (ایرانی و خارجی) موجود در کشور همگی ملی شدند. بر اساس مصوبه شورای انقلاب در خرداد ۱۳۵۸، بانک‌های ایران همگی ملّی اعلام شدند و به منظور حفظ سرمایه‌ها، برخی از بانک‌ها در همدیگر ادغام شدند. به عنوان نمونه بانک تجارت در مهرماه همان سال از ادغام یازده بانک موجود به وجود آمد و دو سال بعد بانک ایران و روس نیز در  بانک تجارت  ادغام شد . بانک ملت نیز از ادغام ده بانک دیگر ایجاد شد. در حال حاضر در کنار بانکها، مؤسسه‌های مالی و اعتباری و صندوق‌های قرض الحسنه نیز در ایران فعال هستند. برخی بانک‌ها نظیر بانک ملی ایران و بانک سپه با نام‌های گذشته خود به فعالیت ادامه دادند.